# Dumitru Prunariu
Dumitru Dorin Prunariu (Brassó, 1952. szeptember 27. –) az első és egyetlen román űrhajós.

## Élete

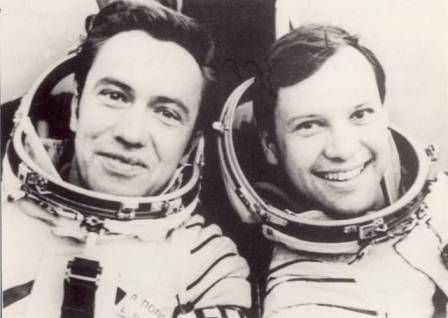
A Szojuz–40 legénysége: Leonyid Popov(balra) és Dumitru Prunariu (jobbra)

Az akkoriban Sztálinvárosnak nevezett Brassóban született. A 4-es Számú Középiskolában (jelenleg Grigore Moisil Főgimnázium) érettségizett, majd 1976-ban a Bukaresti Műegyetem (Politechnica) repülőmérnöki szakán szerzett diplomát. A brassói IAR repülőgépüzemben dolgozott, majd 1977-ben belépett a Román Légierőbe, hogy pilóta lehessen. Az Interkozmosz (oroszul: Интеркосмос [Intyerkoszmosz]) a Szovjetunió és kelet-európai országok közös űrkutatási programja keretében 1978 márciusától részesült űrhajós kiképzésben.
1981. május 14-én a bajkonuri indítóállomásról fellőtt Szojuz–40 volt az utolsó Interkozmosz repülés a Szaljut–6 űrállomásra, és a Szojuz sorozat utolsó repülése. Az űrhajó parancsnoka Leonyid Popov volt. Világűrben töltött ideje 7 nap, 20 óra, 41 perc és 52 másodperc volt. 104. űrhajósként repülhetett a világűrbe. Űrutazása során 22 tudományos kísérletet végzett el.
1981 és 1998 között a katonai légierő parancsnokságán szolgált, 1990-től ezredes. 1991-ben kanadai tanulmányait befejezve mérnökdoktori címet szerzett. 1993-tól az Űrkutatás Nemzetközi Szövetségének tagja, az Egyesült Nemzetek Szervezete (ENSZ) űrkutatási bizottságában Románia képviselője. 1998–2004 között a Román Űrkutatási Ügynökség (Romanian Space Agency) (ROSA) tiszteletbeli elnöke. 1992-től a Nemzetközi Asztronautikai Akadémia levelező tagja. 2000-től a légierő tábornoka. 2002 májusától az Amerikai–Román Művészeti és Tudományos Akadémia tagja. Románia oroszországi nagykövete.

## Írásai
Több űrkutatással foglalkozó könyv szerzője.